# P. Iniyan
Panneerselvam Iniyan, meglio noto come P. Iniyan (Erode, 13 settembre 2002) è uno scacchista indiano.
Ha ottenuto il titolo di Maestro Internazionale nel 2017 e la terza norma di Grande Maestro in luglio 2018. 
Il titolo è stato ratificato dalla FIDE in marzo 2019, quando ha superato i 2500 punti Elo.

## Principali risultati
- 2017  – in giugno è 3° con 6,5 /9 nell'open "Ciutat de Montcada" (1a norma GM);
in settembre è 4° con 7/9 nell'open di Andorra;[3]

- 2018  – in gennaio è 2° nella Coppa Vergani di Villorba (vinse Richárd Rapport);
in febbraio è 2° nel Böblingen Open con 7/9 (2a norma GM);
in luglio è 2° con 7/9 nell'open di Barberà del Vallès (3a norma GM);[4]

- 2019  – in aprile è =1°/8° con 7/9 nel 21° open di Dubai (vinse Maxim Matlakov per spareggio Buholz);[5]
in luglio vince con 7/7 a Nuova Delhi il campionato del Commonwealth U18;
nello stesso mese è 2° con 7/9 nel Thailand Chess Festival di Pattaya (vinse Zhamsaran Tsydypov con 7,5 /9);[6]

Nella Coppa del Mondo 2021 ha superato il primo turno battendo  Sebastian Bogner 1,5–0,5; nel secondo turno è stato eliminato 0–2 da Evgeny Tomashevsky.